# Logiciel gestionnaire de licence
Un logiciel gestionnaire de licence est un logiciel utilisé par les éditeurs de logiciels pour contrôler l'utilisation des licences de logiciels.